# Scabropezia scabrosa
Scabropezia scabrosa är en svampart som först beskrevs av Mordecai Cubitt Cooke, och fick sitt nu gällande namn av Dissing & Pfister 1981. Scabropezia scabrosa ingår i släktet Scabropezia och familjen Pezizaceae.  Arten är reproducerande i Sverige. Inga underarter finns listade i Catalogue of Life.